# Eulithis
Eulithis is een geslacht van vlinders uit de familie van de spanners (Geometridae) en de onderfamilie Larentiinae.

## Soorten
- E. achatinellaria Oberthür, 1880
- E. agnes Butler, 1878
- E. albicinctata Püngeler, 1909
- E. atricolorata Grote, 1867
- E. convergenata Bremer, 1864
- E. destinata Möschler, 1860
- E. diversilineata Hübner, 1812
- E. explanata Walker, 1862
- E. flavibrunneata McDunnough, 1943
- E. flavomacularia Leech, 1897
- E. gracilineata Guenée, 1858
- E. ledereri Bremer, 1864
- E. luteolata Hulst, 1896
- E. mellinata Fabricius, 1787 - bessentakvlinder
- E. peloponnesiaca (Rebel, 1902)
- E. perspicuata Püngeler, 1909
- E. phylaca Dyar, 1916
- E. populata Linnaeus, 1758 - gewone agaatspanner
- E. propulsata (Walker, 1862)
- E. prunata Linnaeus, 1758 - wortelhoutspanner
- E. pulchraria Leech, 1897

- E. pyropata (Hübner, 1809)
- E. remotata Walker, 1862
- E. roessleraria Staudinger, 1870
- E. serrataria Barnes & McDunnough, 1917
- E. speciosa Hulst, 1896
- E. tertrivia Prout, 1937
- E. testata (Linnaeus, 1761) - oranje agaatspanner
- E. tricedista Prout, 1938
- E. tristis Sterneck, 1928
- E. xylina (Hulst, 1896)